# 태국 정부
태국 정부(태국어: รัฐบาลไทย)는 태국의 단일 중앙 정부로, 1932년부터 입헌군주제 하에 의원내각제를 실시하고 있다. 태국 정부는 라마 5세의 재위 당시에 시암 왕국과 시암 사람들 하의 영토와 왕국을 연합시킴으로써, 온전한 국민 국가 체제를 형성하게 되었다.

## 같이 보기
- 제60차 태국 내각위원회